# Мак, Карл
Барон Карл Мак фон Лейберих (Макк; нем. Karl Freiherr Mack von Leiberich, 25 августа 1752 — 22 октября 1828) — австрийский фельдмаршал-лейтенант. Участвовал в войнах с Османской империей и Францией.

## Биография
В 1770 году Мак поступил фурьером в австрийский кавалерийский полк. В 1772 году Мак получил чин капрала. Затем он служил полковым адъютантом в Императорском кирасирском полку. В 1777 году был произведён в чин унтер-лейтенанта. Во время Баварской войны служил при штабах графа Кински и фельдмаршала Морица Ласси. В 1783 году произведён в чин капитана. Во время Турецкой войны он служил при штабе императорской главной квартиры и в 1788 году был произведён в чин майора и назначен флигель-адъютантом. В 1789 году в чине подполковника отличился при штурме Белграда. Однако вскоре разногласия с Лаудоном, ставшим в этом году главнокомандующим армией, вынудили Мака покинуть театр военных действий, чтобы не оказаться под трибуналом. Тем не менее он был произведён в полковники и награждён рыцарским крестом ордена Марии Терезии. В том же году Мак был назначен командиром шеволежерского полка и в одном из сражений получил ранение в голову, последствия которого давали о себе знать всю его оставшуюся жизнь.
Мак командовал полком до 1793 года, когда в связи с началом первой коалиционной войны он был назначен генерал-квартирмейстером при штабе главнокомандующего австрийскими войсками в Нидерландах принца Саксен-Кобургского. Отличился в сражениях 1 марта и 18 марта при Нервиндене. После победы 23 мая 1793 года в сражении при Фамаре Мак был назначен шефом 20-го кирасирского полка. Несмотря на успехи в марте-апреле 1793 года, последовавшие за ними военные и политические неудачи союзников были частично приписаны на его счет. Мак впал в немилость в глазах императора и летом 1793 года он был отставлен от должности генерал-квартирмейстера. Кампания 1793 года закончилась для австрийцев крайне неудачно.
У Мака были веские причины полагать, что несчастья вызваны его уходом. Так считал не только он. Призывы вернуть его на службу звучали всё громче. Принц Саксен-Кобургский неоднократно предлагал Маку вновь занять место генерал-квартирмейстера. Но эти предложения Мак встречал крайне недоброжелательно. Его ущемленное самолюбие не позволило согласиться на пост меньший поста главнокомандующего армией в Нидерландах. Предлагаемую же должность он смог бы принять только в том случае если сам император займет место главнокомандующего этой армии.

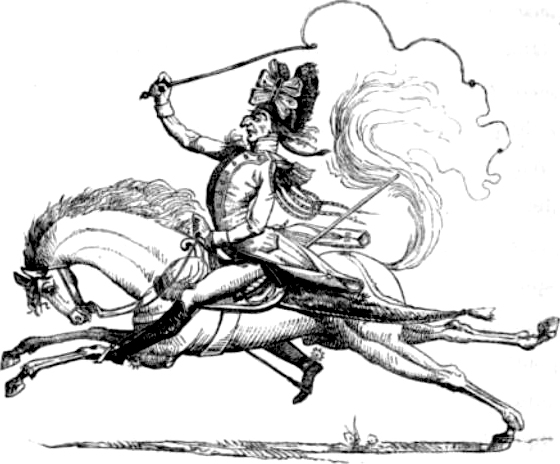
Генерал Мак после Ульма (карикатура)

Мака вызывали в Вену, в которую он прибыл 26 декабря 1793 года. Император действительно собирался возглавить войска в Нидерландах и Мак принялся за разработку плана новой кампании, в котором всячески подчеркивалась необходимость опоры на помощь Пруссии. Весной 1794 года он был направлен в Лондон для согласования совместных действий. По возвращении в Вену, составленный им план кампании в Нидерландах был одобрен принцем Кобургским и самим императором Францем II. В 1794 году Мак, окончательно оправившись от ранения, вновь возвращается к активной службе, в звании генерал-майора и в должности начальника штаба. Но трудности продолжали преследовать армию даже после его возвращения, и в середине мая Маку пришлось согласиться на реализацию плана, предложенного императором и принцем Кобургским. Однако план был плохо проработан, и 17 мая 1794 года в сражении при Турне австрийские войска потерпели поражение. В конце мая Мак был освобожден от всех исполняемых им функций.
В течение следующего года Мак не занимал каких-либо постов. В середине 1796 года английский премьер-министр Уильям Питт-младший предложил ему занять должность главнокомандующего союзных войск в Португалии. Но весной 1797 года после присвоения ему звания фельдмаршал-лейтенанта он отправился на верхний Рейн, чтобы занять должность начальника штаба Рейнской армии под командованием фельдцейхмейстера графа де Латура. 
В 1798 году ему было поручено командование неаполитанской армией, с которой он довольно успешно действовал против французов в Южной Италии, занял Рим и двинулся к Капуе. Однако вскоре потерпел поражение от французского генерала Шампионне в сражении при Чивита-Кастеллана, имея 60 тысяч неаполитанского войска против 12 тысяч французов. Вследствие данного поражения неаполитанский король Фердинанд IV бежал на Сицилию. Мак заключил с французским командующим Шампионне конвенцию, по которой обязался сдать французам Капую и другие укреплённые пункты, а также выплатить собранную с Неаполя контрибуцию в 10 миллионов франков. Но в войсках Мака вспыхнул бунт, и потому Мак обратился к Шампионне с просьбой о свободном пропуске в Германию. Хотя Шампионне исполнил эту просьбу, но распоряжение его не было утверждено французским правительством и Мак был объявлен военнопленным. 
После победы Наполеона в битве при Маренго, Мак был обменян на генерала Тома́-Александра Дюма — отца знаменитого писателя.
В 1805 году, с началом новой войны, Мак двинулся во главе австрийской армии к Ульму, чтобы укрепить этот город, но, приблизившись к реке Иллер, потерпел поражение из-за атаки французов, после чего укрылся в Ульме.
Здесь он был окружён и капитулировал с двадцатитысячным войском. Отпущенный под честное слово, он вернулся в Австрию и был отдан под военный суд, по приговору которого лишён чинов и орденов.
В 1819 году по ходатайству князя Шварценберга Маку был возвращён чин фельдмаршал-лейтенанта и орден Марии-Терезии.

## Наполеон о Маке
Наполеон познакомился с Маком в Париже, где он жил в качестве пленного, при этом у него сложилось о нём следующее впечатление: «Мак — это самый посредственный человек из числа встреченных мною. Преисполненный самомнения и самолюбия, он считает себя на все способным. Желательно было бы, чтобы его послали против одного из наших хороших генералов; тогда пришлось бы насмотреться на интересные вещи. Мак высокомерен, вот и все; это один из самых неспособных людей, да вдобавок он еще неудачлив». (Воurienne — «Memoires». III. 275).

## В культуре
- В романе Льва Толстого «Война и мир», Мак появляется в одном из эпизодов первого тома: прибыв в ставку Кутузова, он сообщает о том, что его армия разбита.
- В романе Александра Дюма «Луиза Сан-Феличе» является одним из главных героев.

## Образ в кино
- «Война и мир» (СССР, 1967) — актёр Николай Бубнов